# Fortis Championships Luxembourg 1999
Il Fortis Championships Luxembourg 1999 è stato un torneo di tennis giocato sul sintetico indoor. È stata la 9ª edizione del torneo, che fa parte della categoria Tier III nell'ambito del WTA Tour 1999. Il torneo si è giocato a Lussemburgo dal 20 al 25 settembre 1999.

## Campionesse

### Singolare
Kim Clijsters ha battuto in finale  Dominique Van Roost con il punteggio di 6–2, 6–2

### Doppio
Irina Spîrlea /  Caroline Vis hanno battuto in finale  Tina Križan /  Katarina Srebotnik con il punteggio di 6–1, 6–2